# Marie Coca et sa fille
Marie Coca et sa fille est un tableau réalisé en 1913 par la peintre française Suzanne Valadon. De format vertical, cette huile sur toile est le double portrait de la nièce de l'artiste, Marie Coca, et de la fille de celle-ci, Gilberte. Elles figurent dans un intérieur fleuri, la mère assise dans un fauteuil et la fillette sur un coussin à même le parquet, une poupée sur les cuisses. Acquise auprès de l'artiste en 1935, l'œuvre est conservée au musée des Beaux-Arts de Lyon, à Lyon.

## Description
En haut à gauche de la composition apparaît un tableau accroché au mur derrière le fauteuil. Il s'agit d'une reproduction gravée donc inversée d'une scène de ballet en grisaille par Edgar Degas, Répétition d'un ballet sur la scène, de 1874.

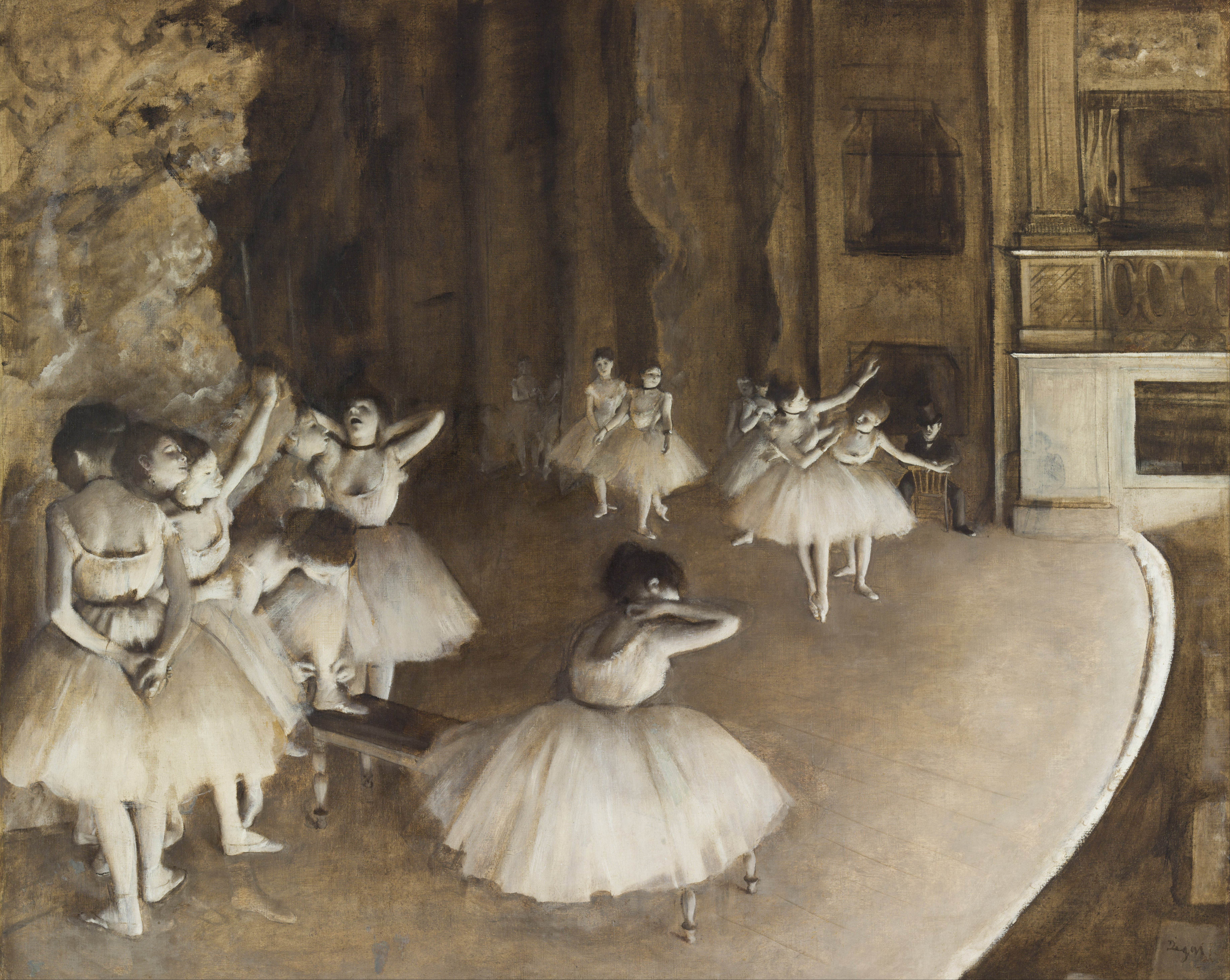
Edgar Degas, Répétition d'un ballet sur la scène, 1874 – Musée d'Orsay, Paris[2].